# Gemma Files
Gemma Files, född 4 april 1968 i London, är en kanadensisk författare, främst verksam som novellist inom genrerna spekulativ fiktion och skräck.

## Biografi och litterär bana
Gemma Files är född i London 1968, men familjen flyttade till Toronto i Kanada när hon var ett år gammal. Hon tog journalistexamen från Toronto Metropolitan University 1991 och började därefter arbeta som frilansande kulturjournalist. Efter ett tag fick hon en fast anställning på gratistidningen Eye Weekly. Hennes bevakningsområden var främst kanadensisk film och independentfilm. Parallellt med detta började hon skriva filmmanus och sedan noveller. Sin första berättelse fick hon publicerad 1993. För berättelsen "The Emperor's Old Bones" vann hon 1999 International Horror Guild Award. Novellen har senare publicerats i ett flertal skräckantologier samt i författarens egen samling The Worm in Every Heart (2004). Flera av hennes senare noveller har antologiserats och nominerats till prestigefyllda priser inom genren, däribland Shirley Jackson Award. Files har publicerat sju novellsamlingar, med en åttonde planerad för utgivning under hösten 2025.
Som romanförfattare debuterade Files med A Book of Tongues 2010, den första delen i en trilogi som avslutades 2012. Hon har även publicerat två fristående romaner varav Experimental Film vann Shirley Jackson Award 2015 och Sunburst Award 2016.

## Privatliv
Gemma Files är gift med författaren Stephen J. Barringer. De har ett barn.